# Kranzberg-Gipfelbahn

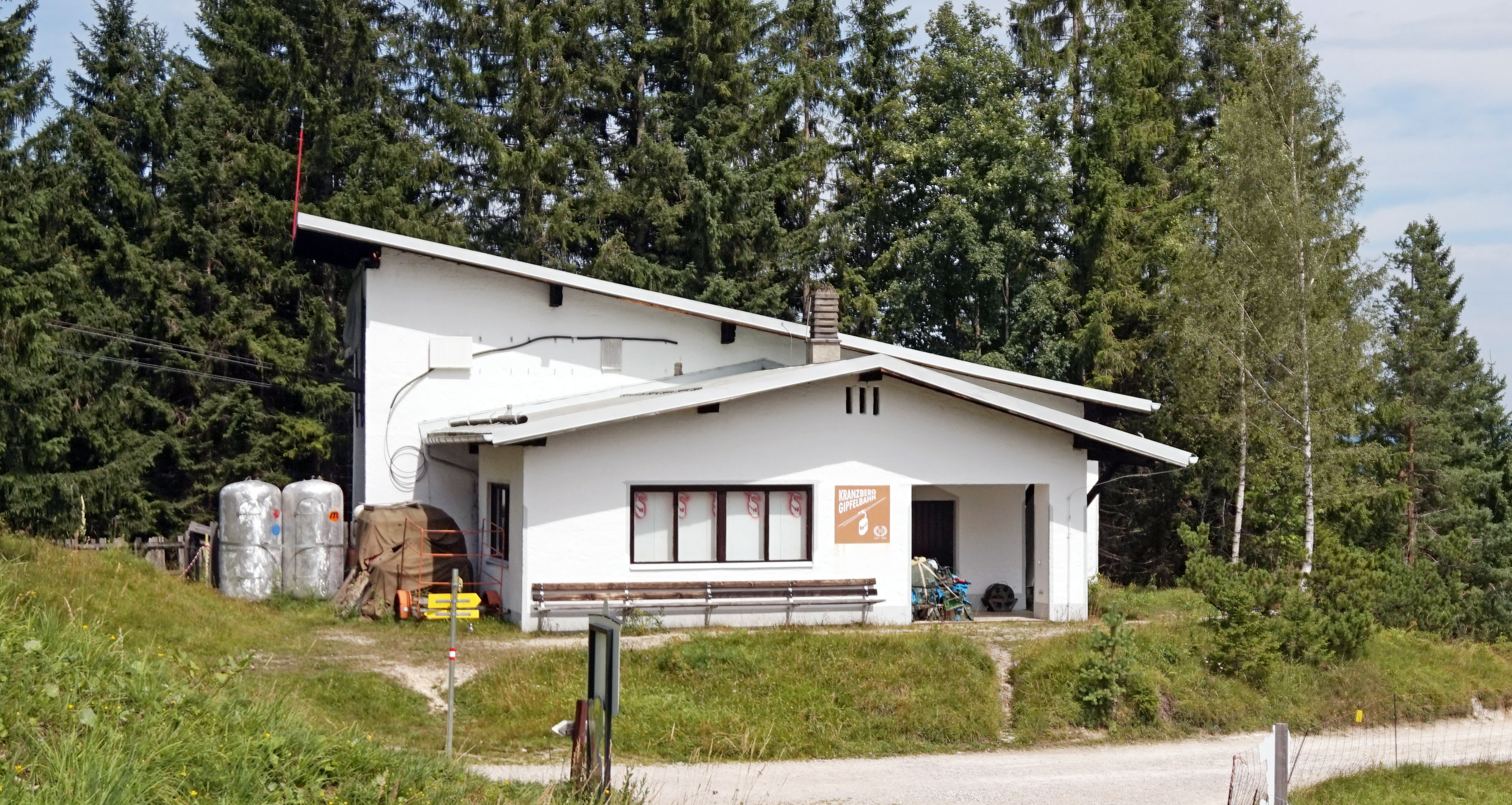
Kranzberg-Gipfelbahn

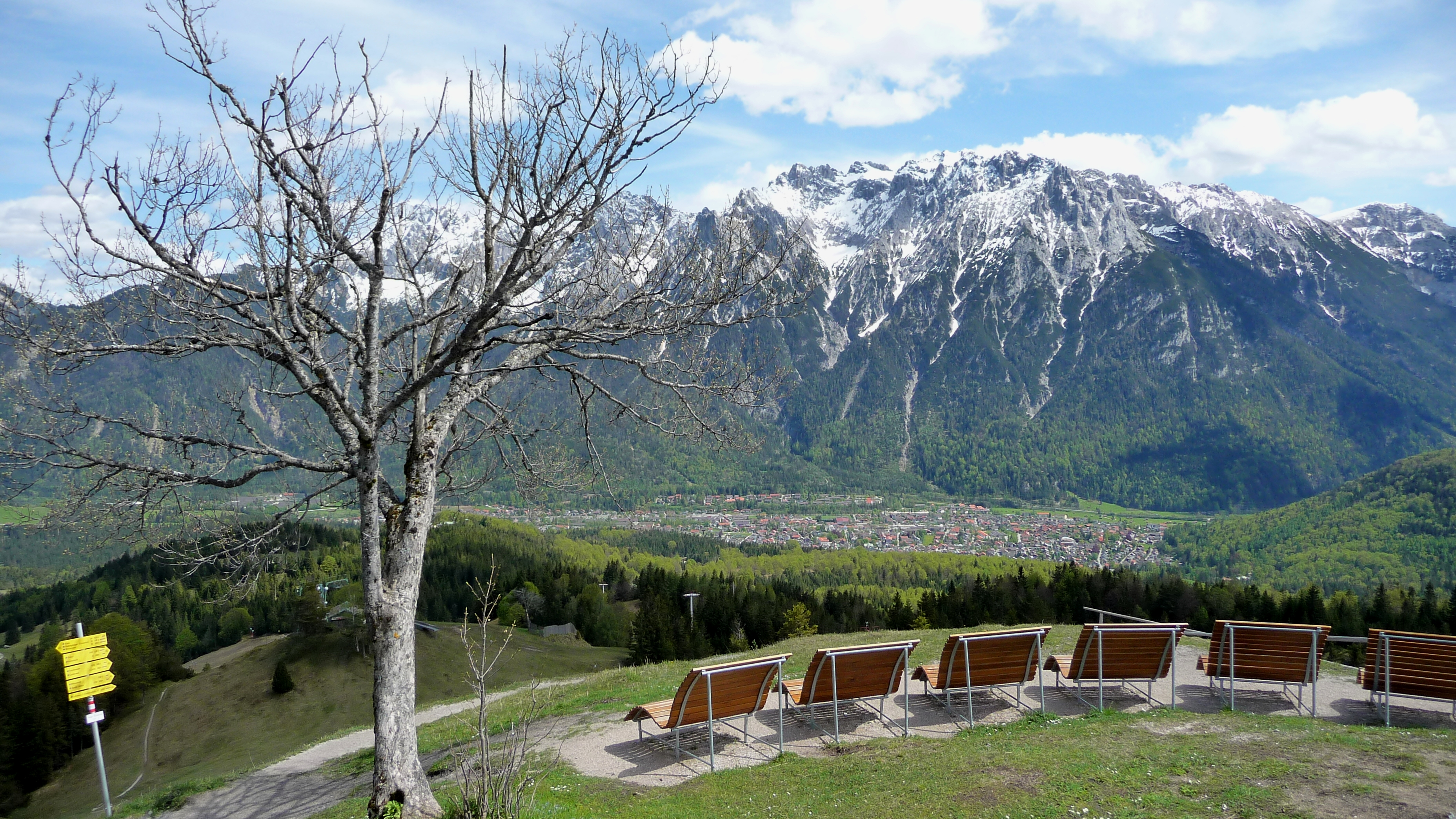
Blick vom Kranzberg auf zweite und dritte Stütze der Kranzberg-Gipfelbahn rechts des Gipfel-Schlepplifts

Die Kranzberg-Gipfelbahn ist eine erstmals am 11. Juli 1955 in Betrieb genommene Pendelseilbahn im oberbayerischen Mittenwald. Sie führt auf den Hohen Kranzberg.

## Beschreibung
Die Bahn führt von der auf 1250 m Höhe gelegenen Talstation St. Anton zu der auf 1380 Meter Höhe gelegenen Bergstation Kranzberggipfel. Die Betriebslänge der Bahn, welche auf drei Stützen verläuft, beträgt 790 Meter. Der Hauptantrieb mit einer Leistung von 15 PS genügte, um eine durchschnittliche Steigung von 18 % zu bewältigen. Ihr Hersteller war die Peter Seilbahnen GmbH. in Garmisch-Partenkirchen.
Die Kranzberg-Gipfelbahn war nach einem tödlichen Arbeitsunfall ihres einstigen Besitzers 1982 stillgelegt worden und wurde 2005 nur kurzzeitig wieder in Betrieb genommen.